# Portage la Prairie
Pour l’article homonyme, voir Portage-la-Prairie (circonscription électorale provinciale).
Portage la Prairie est une ville canadienne située dans le sud du Manitoba. Elle fait partie des villes les plus importantes de la province. Le recensement de 2006 y dénombre 12 728 résidents. L'agglomération de recensement : 20 494 résidents. 

## Géographie
S'étendant sur 24,67 km2 dans la région des plaines centrales, la ville est enclavée dans la municipalité rurale de Portage la Prairie. Elle est située à environ 75 km à l'ouest de Winnipeg et traversée par la route Transcanadienne.

## Économie
En 2017, le leader mondial de la transformation de matières premières végétales (Sté Roquette) a posé la première pierre de son site de production de protéines de pois à Portage la Prairie. La production devrait débuter en 2019 et le site employer 150 personnes.

## Démographie
| 2001   | 2006   | 2011   | 2016   |
| ------ | ------ | ------ | ------ |
| 12 976 | 12 728 | 12 996 | 13 304 |

## Musique
Le groupe de punk rock/hardcore Propagandhi est originaire de Portage.

## Sport
L'équipe de hockey sur glace des Terriers de Portage évolue dans la Ligue de hockey junior du Manitoba.

## Personnalités
- William Herbert Burns est maire de Portage la Prairie de 1921 à 1930[6].
- Maurice Constantin-Weyer, écrivain français y vécut et travailla comme arpenteur en 1913[7]